# Xe bán đồ ăn

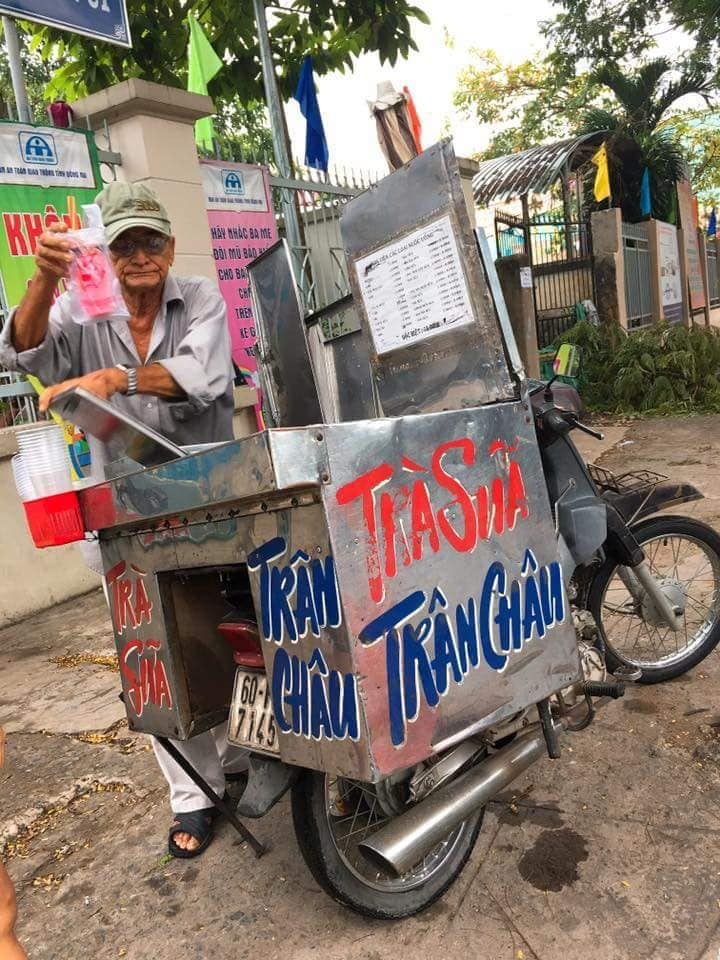
Xe bán trà sữa ở Tân Uyên thuộc Bình Dương

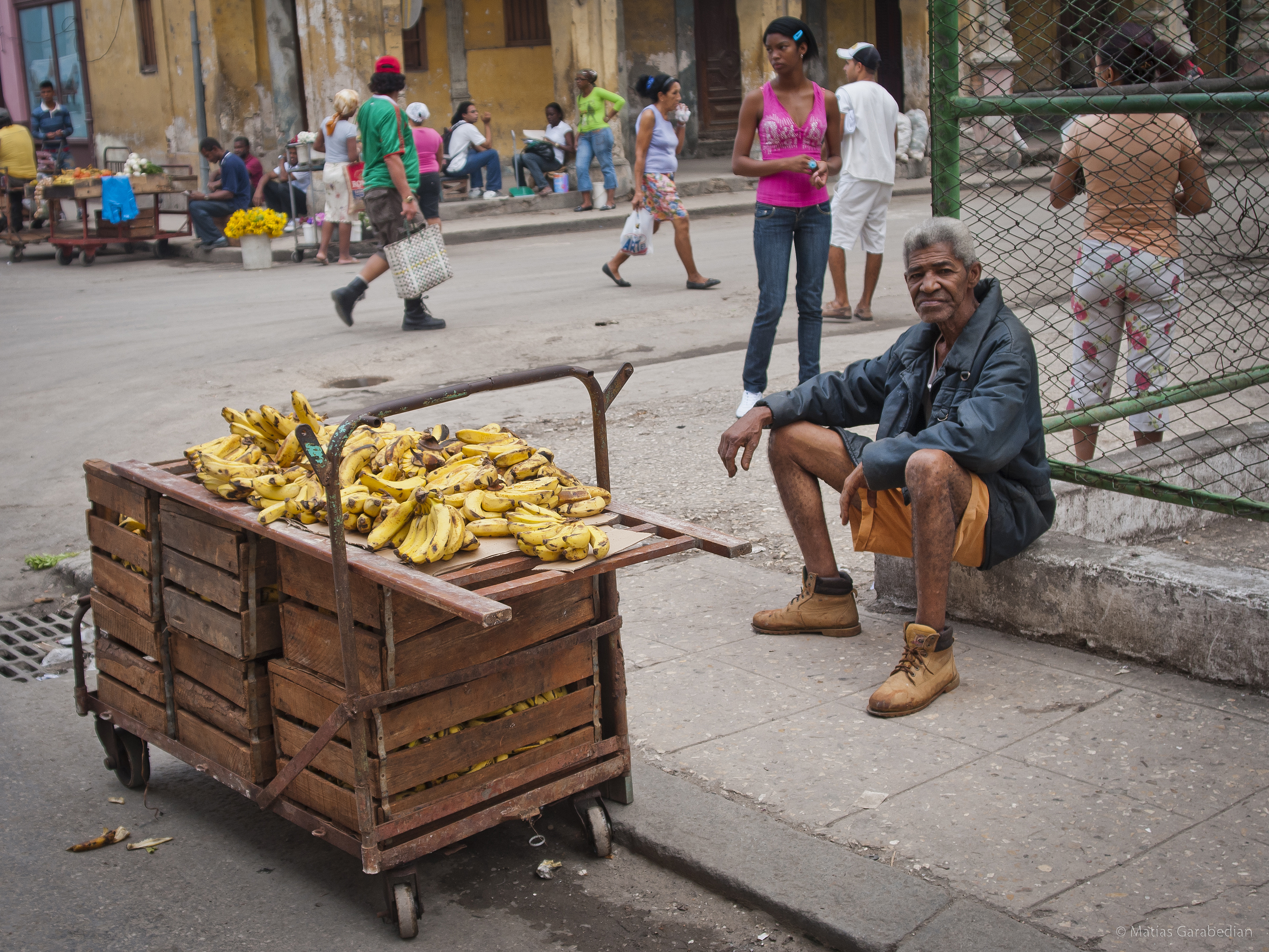
Một xe bán chuối ở Cuba

Xe bán đồ ăn (Food cart) là một loại hình dịch vụ ăn uống lưu động được dựng trên đường phố để chế biến và bày bán các loại thức ăn đường phố cho người qua đường. Xe đẩy đồ ăn thường thịnh hành ở các thành phố trên toàn thế giới, bày bán đủ loại đồ ăn, thức uống phục vụ cho khách, chúng có lợi thế về tính cơ động cao. Những loại hìnhh xe bán đồ ăn đầu tiên có lẽ đã ra đời vào thời kỳ đầu của nền văn minh Hy Lạp và La Mã khi những thương nhân chuyển đổi những chiếc xe kéo tay cũ và những chiếc xe kéo nhỏ hơn do gia súc kéo thành những đơn vị giao dịch di động. Vào thế kỷ XXI, những cải tiến bao gồm xe đẩy thiết kế theo mô-đun được làm bằng thép không gỉ, nhựa gia cố sợi và nhôm, một số đã được cải tiến để tự lái. Một số xe bán đồ ăn có liên quan đến những nhà hàng. Hầu hết đồ ăn được phục vụ từ xe bán đồ ăn đều giống với đồ ăn được phục vụ trong nhà hàng.

## Tổng quan
Xe đẩy bán đồ ăn có hai kiểu cơ bản. Kiểu thứ nhất cho phép người bán ngồi hoặc đứng bên trong và phục vụ đồ ăn qua cửa sổ, kiểu này nhìn bề ngoài thì xe bán đồ ăn trông như một ngôi nhà nhỏ lưu động. Kiểu thứ hai, người bán đứng cạnh xe đẩy, trong khi toàn bộ không gian trong xe đẩy được sử dụng để lưu trữ và bố trí thiết bị nấu nướng. Các kiểu xe đẩy chủ yếu được xác định theo món đồ ăn bày bán. Xe đẩy đồ ăn khác với xe tải đồ ăn vì chúng không tự di chuyển. Một số xe đẩy đồ ăn được kéo bằng một phương tiện khác (ví dụ như xe máy), trong khi một số loại xe di chuyển được do người ta đẩy hoặc dùng sức kéo thú vật.  Ngày nay, kích thước và tỷ lệ của xe đẩy nói chung đã tăng lên và hầu hết được kéo sau xe 4x4. Nhưng xe đẩy thức ăn kéo bằng tay vẫn là cảnh tượng phổ biến ở những nơi hạn chế khả năng tiếp cận và có thể tìm thấy những người đang đói bụng có nhu cầu mua thức ăn để lót dạ.
Xe đẩy có lợi thế rõ rệt về tính cơ động, lưu động khi trong trường hợp một địa điểm không hiệu quả trong việc bán hàng, cũng như để vận chuyển hàng hóa đến/từ kho đến chợ. Tuy nhiên, việc sử dụng xe đẩy đã bùng nổ với sự ra đời của đường sắt. Đầu tiên, những khách hàng có nhu cầu di chuyển cần thức ăn và đồ uống. Thứ hai, đầu máy xe lửa cần phải dừng lại thường xuyên để tiếp than và nước, do đó cho phép hành khách sử dụng nhà vệ sinh, ăn uống. Thứ ba, rất ít chuyến tàu đầu tiên có bất kỳ hình thức toa tự chọn hoặc toa phục vụ đồ ăn. Cuối cùng, khi hành khách đến đích hoặc đến thời điểm họ cần đổi tàu hoặc phương tiện giao thông, họ cần được phục vụ đồ ăn nhẹ, thức ăn nhanh đặc biệt là đối với những hành khách nghèo không đủ khả năng ở trong các khách sạn của các hãng đường sắt. Sự mở rộng này dẫn đến mối quan hệ cộng sinh để thành công chung với một số quầy nhượng quyền đầu tiên kéo theo đó là những vấn đề pháp lý. Hình thức hoạt động dựa trên nhượng quyền này vẫn có thể được thấy ở nhiều quốc gia, nhưng nguyên bản nhất là ở các nhà ga và cơ sở hạ tầng kém phát triển của châu Phi và Đông Nam Á.

## Các loại

### Xe xúc xích
Xe bán xúc xích (Hot dog cart) là một quầy hàng thức ăn di động chuyên chế biến và bán thức ăn đường phố, đặc biệt là xúc xích, cho người qua đường. Xe bán xúc xích thường là một xe nhỏ gọn, hoàn toàn khép kín và được thiết kế để phục vụ một thực đơn giới hạn. Ở một số khu vực pháp lý, người điều khiển xe đẩy phải đáp ứng các sức khỏe nghiêm ngặt được thiết kế để bảo vệ công chúng. Xe đẩy bán xúc xích là dịch vụ thực phẩm nhanh chóng và dễ dàng, cung cấp thực phẩm cho hàng triệu người mỗi ngày. Năm 2015, Hội đồng xúc xích Hoa Kỳ ước tính rằng 15% trong số khoảng 10 tỷ xúc xích được người Mỹ tiêu thụ vào năm 2014 được mua từ xe đẩy bán xúc xích lưu động. Loại hình này rất thịnh hành ở New York
Ở Đan Mạch còn có loại hình xe đẩy bán xúc xích gọi là Pølsevogn là quầy bán xúc xích chuyên bán xúc xích kiểu Đan Mạch, chẳng hạn như rød pølse, và xúc xích như thức ăn đường phố. Cơ sở kinh doanh này được trang bị một nhà bếp nhỏ, nồi hơi, bàn làm việc bên ngoài và phòng cho một pølsemand (người bán xúc xích) đang chuẩn bị và bán xúc xích cho khách hàng đi qua. Vào ngày 18 tháng 1 năm 1921, có 6 chiếc pølsevogne đầu tiên đã đi vào đường phố Copenhagen. Trong những năm 1960 và 1970, có hơn 700 chiếc pølsevogne ở Đan Mạch. Năm 2021, có 100 chiếc. Sự nhập cư và hội nhập dần dần của những người nhập cư cũng ảnh hưởng đến truyền thống Đan Mạch này và dẫn đến việc mở một quần bán xúc xích tuân theo lề luật ăn kiêng Hồi giáo Halal tại Nørrebro, Copenhagen. Các quầy bán xúc xích theo kiểu Đan Mạch có thể xuất hiện ở ngày càng nhiều quốc gia trên khắp thế giới.

### Xe gỗ Yatai

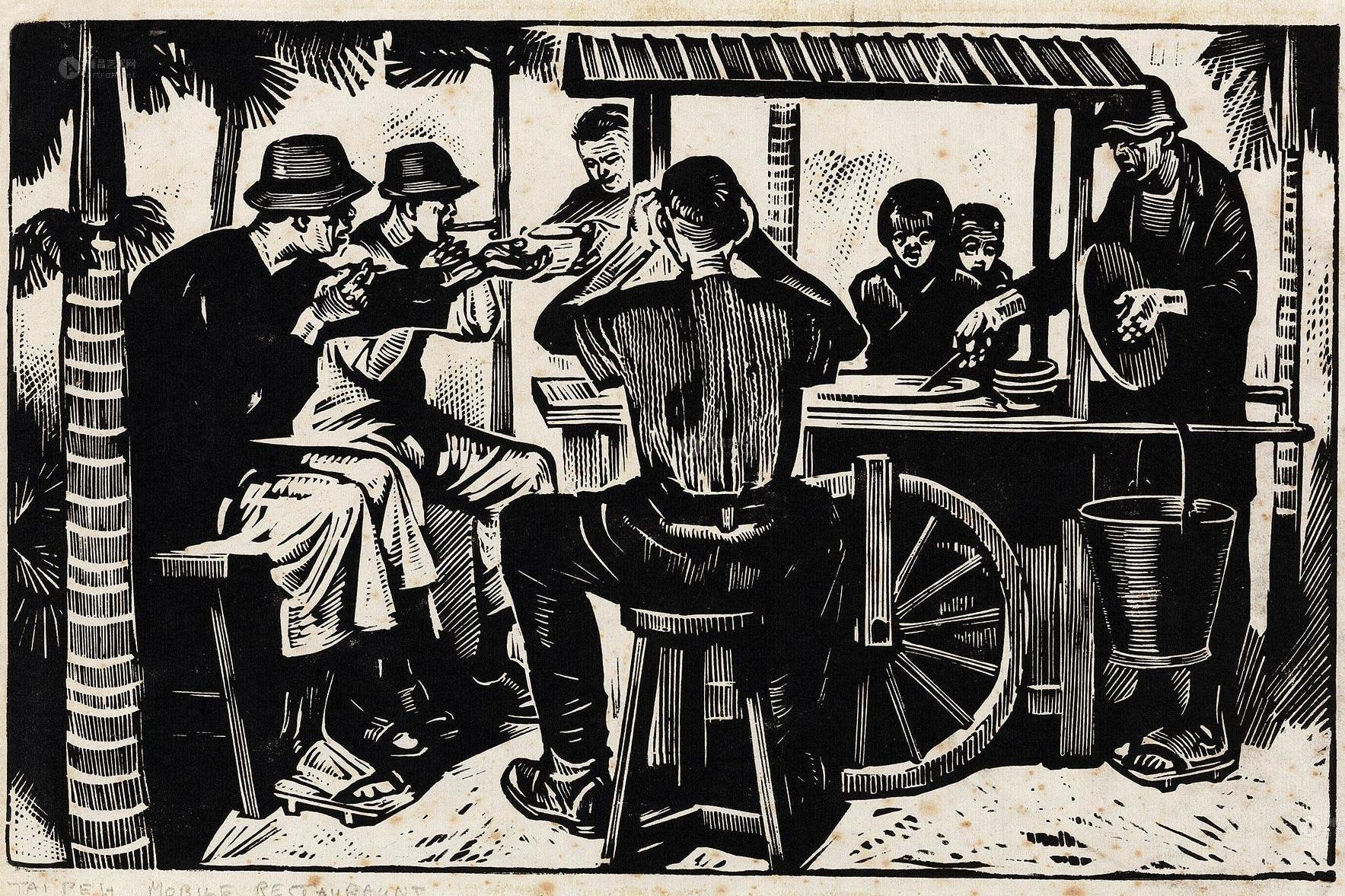
Tranh vẽ về một xe bán đồ ăn

Ở Nhật có loại xe bán đồ ăn Yatai (屋台) là một quầy hàng thực phẩm nhỏ, di động ở Nhật Bản thường bán mì ramen, Udon hoặc các loại thực phẩm khác. Tên gọi này theo nghĩa đen có nghĩa là "quầy hàng". Quầy hàng được dựng lên vào đầu buổi tối trên lối đi và được dọn đi vào đêm muộn hoặc sáng sớm. Yatai thường là xe đẩy bằng gỗ, có bánh xe, được trang bị đồ dùng nhà bếp và ghế ngồi. Tay cầm và ghế ngồi có thể gập vào xe đẩy trong khi xe đang được vận chuyển. Một chiếc xe đẩy thường có kích thước 3 x 2,5 mét. Yatai bán soba kiều mạch có từ ít nhất những năm 1600, và các thành phố lớn như Tokyo có thể có tới hàng ngàn xe như vậy. Yatai có nguồn gốc từ các quầy hàng thực phẩm được mở bên ngoài các đền thờ Phật giáo từ thế kỷ thứ V đến thế kỷ thứ VII.

### Pojangmacha
Ở Hàn Quốc có loại hình xe có mái che Pojangmacha (포장마차) là một thuật ngữ tiếng Hàn Quốc dùng để chỉ những xe đẩy ngoài trời bán đồ ăn đường phố như hotteok, gimbap, tteokbokki, sundae, dak-kkochi (gà xiên que Hàn Quốc), Mandu, anju (đồ ăn kèm đồ uống). Vào buổi tối, nhiều cơ sở này phục vụ đồ uống có cồn như soju. Loại hình này là một nơi phổ biến để ăn nhẹ hoặc uống rượu vào đêm khuya. Thức ăn được bán ở những nơi này thường có thể ăn nhanh khi đứng hoặc mang đi. Một số nơi cung cấp ghế hoặc băng ghế giá rẻ cho khách hàng ngồi, đặc biệt là những nơi phục vụ khách hàng đến muộn vào đêm khuya để uống soju. Vào năm 2012, có khoảng 3.100 Pojangmacha ở Seoul. Jongno là khu vực nổi tiếng nhất với Pojangmacha nhưng khách vẫn có thể tìm thấy một số món ăn ngon ở chợ Gwangjang. Một số pojangmacha ở Jongno và các khu vực khác hiện cung cấp thực đơn cố định, với sự kết hợp của các món ăn nhẹ riêng lẻ được xếp cùng nhau trong cùng một đĩa đồ ăn.

### Xe bán kem
Xe bán kem (Ice cream cart) là một chiếc xe bán hàng di động để bán kem như một cửa hàng bán lẻ. Xe kem thường được sử dụng vào mùa hè và thường được nhìn thấy ở không gian công cộng, công viên, bãi biển, trường học hoặc lái xe qua các khu dân cư (khu dân cư). Đôi khi, một chiếc xe đạp được gắn vào xe để cải thiện khả năng di chuyển của chiếc xe. Những hương vị kem thường được bán quanh thị trấn là sô cô la, sầu riêng, sô cô la, khoai mỡ, xoài, đậu adzuki, đậu đỏ và ngô ngọt. Các hương vị khác bao gồm việt quất, mocha, bạc hà chip sô cô la, nata de coco, matcha, dâu tây, phô mai, caramel, bơ, cappuccino và nhiều hương vị khác. Những chiếc xe đẩy này do thế hệ tiên phong của Singapore điều hành và chúng thường được tìm thấy ở những khu vực công cộng đông đúc như bên ngoài The Cathay và nhiều địa điểm dọc theo Orchard Road và Bugis. Ở Phillipines có những chiếc xe dạo bán kem Sorbetes.